# 처이발상

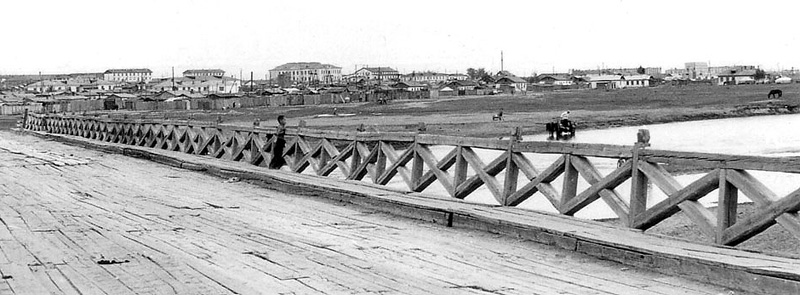

처이발상(몽골어: Чойбалсан, 문화어: 쵸이발산)은 몽골 더르너드 주의 주도이며 몽골의 도시 중 네 번째로 제일 규모가 큰 도시이다. 1924년 이전에는 헤롤렝(Хэрулэн), 1924년 이후에는 뱅 투멩(Баян Түмэн)이라고도 불렸다. 지금의 이름인 처이발상은 1921년에 몽골의 공산주의자 허를러깅 처이발상을 기려 명명되었다. 도시의 총면적은 281km2이고, 해발 747m에 위치해 있다. 경위도와 시간대는 각각 동경114°32′06″ 북위48°04′42″, UTC+8이다. 인구는 2008년 현재 38,150명이다. 또한, 통용되는 지역번호는'+976 (0)158'이다.

## 역사
이곳은 수세기 전부터 많은 무역이 성행한 곳이었다. 19세기 때에 도시로 성장하였으며 1940년에는 시베리아 횡단철도의 지선이 부설되어 몽골 동부지역에의 교통의 요지가 되었다.
 제 2차 세계대전 당시에는 중화민국 둥베이(東北) 지방에 대한 군사기지로서 그 중요성이 부각되었다. 그러나 1992년에 공산정권이 붕괴하고 민주화되자, 지역경제가 악화되어 초이발산은 몽골에서 가장 높은 실업률을 기록하고 있다.

## 교통
처이발상 공항(COQ/ZMCD)이 있어 처이발상과 울란바토르 간의 항공편을 정기적으로 운행하고 있다. 러시아 보르자로 가는 화물철도가 놓여있다. 한편 보르자 철도역은 만주횡단철도 구간이다.

## 기후
| Choibalsan의 기후        | Choibalsan의 기후 | Choibalsan의 기후 | Choibalsan의 기후 | Choibalsan의 기후 | Choibalsan의 기후 | Choibalsan의 기후 | Choibalsan의 기후 | Choibalsan의 기후 | Choibalsan의 기후 | Choibalsan의 기후 | Choibalsan의 기후 | Choibalsan의 기후 | Choibalsan의 기후 |
| 월                       | 1월               | 2월               | 3월               | 4월               | 5월               | 6월               | 7월               | 8월               | 9월               | 10월              | 11월              | 12월              | 연간              |
| ------------------------ | ----------------- | ----------------- | ----------------- | ----------------- | ----------------- | ----------------- | ----------------- | ----------------- | ----------------- | ----------------- | ----------------- | ----------------- | ----------------- |
| 역대 최고 기온 °C (°F)   | 1.3 (34.3)        | 8.4 (47.1)        | 21.4 (70.5)       | 29.5 (85.1)       | 36.8 (98.2)       | 41.2 (106.2)      | 39.1 (102.4)      | 38.3 (100.9)      | 31.6 (88.9)       | 28.0 (82.4)       | 15.2 (59.4)       | 3.5 (38.3)        | 41.2 (106.2)      |
| 일평균 최고 기온 °C (°F) | −14.4 (6.1)       | −10.7 (12.7)      | −0.5 (31.1)       | 10.5 (50.9)       | 19.0 (66.2)       | 24.9 (76.8)       | 26.6 (79.9)       | 24.4 (75.9)       | 18.0 (64.4)       | 8.8 (47.8)        | −3.4 (25.9)       | −11.8 (10.8)      | 7.6 (45.7)        |
| 일일 평균 기온 °C (°F)   | −20.5 (−4.9)      | −17.7 (0.1)       | −7.8 (18.0)       | 2.6 (36.7)        | 11.3 (52.3)       | 17.6 (63.7)       | 19.8 (67.6)       | 17.9 (64.2)       | 10.6 (51.1)       | 1.5 (34.7)        | −9.8 (14.4)       | −17.6 (0.3)       | 0.7 (33.2)        |
| 일평균 최저 기온 °C (°F) | −25.5 (−13.9)     | −23.9 (−11.0)     | −14.8 (5.4)       | −4.1 (24.6)       | 3.8 (38.8)        | 10.8 (51.4)       | 14.4 (57.9)       | 12.1 (53.8)       | 4.9 (40.8)        | −4.2 (24.4)       | −15.2 (4.6)       | −22.7 (−8.9)      | −5.4 (22.3)       |
| 역대 최저 기온 °C (°F)   | −41.6 (−42.9)     | −38.3 (−36.9)     | −36.6 (−33.9)     | −20.3 (−4.5)      | −8.7 (16.3)       | 0.5 (32.9)        | 4.4 (39.9)        | 2.1 (35.8)        | −6.0 (21.2)       | −20.3 (−4.5)      | −29.9 (−21.8)     | −36.4 (−33.5)     | −41.6 (−42.9)     |
| 평균 강수량 mm (인치)    | 1.6 (0.06)        | 1.9 (0.07)        | 2.9 (0.11)        | 6.3 (0.25)        | 14.4 (0.57)       | 39.0 (1.54)       | 57.4 (2.26)       | 43.3 (1.70)       | 27.2 (1.07)       | 7.7 (0.30)        | 3.3 (0.13)        | 2.6 (0.10)        | 207.6 (8.16)      |
| 평균 강수일수 (≥ 1.0 mm) | 0.6               | 1.0               | 0.7               | 1.6               | 3.2               | 5.7               | 8.7               | 8.1               | 4.6               | 1.6               | 1.1               | 0.9               | 37.8              |
| 평균 월간 일조시간       | 198.5             | 212.0             | 266.1             | 264.0             | 294.9             | 307.3             | 297.9             | 287.1             | 258.2             | 239.2             | 199.5             | 177.6             | 3,002.3           |
| 출처: NOAA (1961-1990)   |                   |                   |                   |                   |                   |                   |                   |                   |                   |                   |                   |                   |                   |

## 도시의 특징
주목할 만한 것으로는 게오르기 주코프(Гео́ргий Константи́нович Жу́ков)를 기린 할힌골 전투 박물관 등이 있다. 그 외에 도시의 근교에 수력발전소와 석탄광산이 있어 석탄이 채굴되고 있고, 식품가공업·농산물가공업 등이 발달하였다. 또한, 농업대학이 존재한다.

## 참고
- http://www.dornod.mn 보관됨 2021-01-27 - 웨이백 머신
- Dornod Aimag Statistic Office.Dec. 2008 Report